# Ruud Jans
Ruud Jans (Almelo,  rond 1941) was een Nederlands journalist en presentator, oorspronkelijk afkomstig uit Twente. Na de middelbare school ging hij de journalistiek in bij onder andere Het Vrije Volk, zijn loopbaan werd er onderbroken door de dienstplicht. Nadat hij ook even gewerkt had voor Vrij Nederland werd hij verslaggever bij de VARA-radio bij het programma Dingen van de dag alsook Radio weekblad. Nadat hij voor Radio weekblad een reportage had gemaakt over de milieuverontreiniging, kwam hij in beeld voor de VARA-televisie waar hij invalpresentator werd voor het programma Zomaar een zomeravond. Willem Duys noemde de slordig uitziende  en langharige Jans in een commentaar "een door goden gezonden presentator" en Koos Postema stelde "we zijn hysterisch blij met zo'n  talent". Ook Mies Bouwman en Ad 's-Gravesande vonden hem goed. Jans bleef echter nuchter over de lovende uitspraken. In oktober 1971 werd hij de presentator van het op boter kaas en eieren gebaseerde spelprogramma Tik tak tor.
Ruud Jans speelde in 1974 in Sesamplein; een proefaflevering voor het in 1976 gestarte Sesamstraat. Hij speelde samen met Nicole Barbiers, Saskia van Schaik, Alexander Pola en Adèle Bloemendaal. Die aflevering was vanaf het begin zoek, maar werd in de jaren 90 teruggevonden en alsnog uitgezonden in januari 1996.
In 1979 nam hij een pauze; hij was het geharrewar in omroepland zat; kwam in de jaren tachtig nog even terug bij de Humanistische Omroep, maar verdween vervolgens met stille trom. 